# Замок Ла-Бред
Замок Ла-Бред (фр. Château de La Brède) располагается в коммуне Ла-Бред французского департамента Жиронда. В 1689 году здесь родился писатель и мыслитель Монтескьё. В замке были написаны большинство его трудов. 7 мая 2008 года всему архитектурному ансамблю был присвоен статус исторического памятника.

## Описание
Построенный в XIV веке, замок Ла-Бред был изначально создан в готическом стиле. Окруженный рвом, заполненным водой, замок обладал оборонительной системой. 18 января 1689 года в стенах замка родился Шарль Луи де Секонда, барон де Монтескьё. На протяжении всей жизни замок являлся местом его регулярного проживания. Здесь были написаны многие работы Монтескьё, включая «О духе законов». При нём замок претерпел ряд изменений. В частности, был разбит французский регулярный парк, который в настоящее время восстанавливается, а также английский сад.
В самом замке сохранились покои Монтескьё, которые с XVIII века не претерпели изменений, а также его библиотека, коллекция книг которой была передана муниципальной библиотеке Бордо.
Замок на протяжении веков принадлежал семье Монтескьё, владевшей территориями с X века вплоть до смерти графини Жаклин де Шабанн (1910—2004), приходившейся прямым потомком Денис, самой младшей дочери писателя. В 1994 году графиня передала в дар все книги и документы, находящиеся в её распоряжении, муниципальной библиотеке Бордо. Эти документы составляли лишь небольшую часть первоначальной библиотеки, большая часть которой была продана в 1924 году, а рукописи Монтескьё, некогда хранившиеся в Ла-Бреде, в 1939 году были проданы аукционному дому Друо.